# Carla Wieser
Carla Wieser (Merano, 11 marzo 1961) è un'ex ginnasta italiana.

## Biografia
Nata a Merano, in Alto Adige, nel 1961, ha iniziato a praticare la ginnastica artistica a sei anni, nel 1967, tesserandosi per l'S.C. Meran, su spinta della madre, ottenendo le prime vittorie giovanili a livello nazionale a otto anni. 
Ad ancora 14 anni ha vinto la medaglia d'oro nel concorso a squadre ai Giochi del Mediterraneo di Algeri 1975, insieme a Basla, Bucci, Peri, Sacchi e Spongia.
A 15 anni ha partecipato ai Giochi olimpici di Montréal 1976, in tutte e sei le gare, chiudendo 12ª nel concorso a squadre con 365,100 punti, 77ª nel concorso individuale con 71,550, 73ª al corpo libero con 18,250, 83ª alle parallele asimmetriche con 17,700, 67ª alla trave con 17,650 e 80ª nel volteggio con 17,950. Negli ultimi cinque casi non è riuscita ad accedere alla finale, riservata alle sei con i migliori punteggi delle qualificazioni per le finali degli attrezzi, alle migliori 36 nel concorso individuale.
Ha chiuso la carriera a 17 anni, nel 1978. In seguito ha avuto una figlia ed è rimasta nel mondo della ginnastica artistica, come allenatrice, a Laces, dove nel 1988 ha fondato la sezione di ginnastica artistica dell'A.S.V. Latsch e dirigente, occupando per 18 anni, dal 2005 al 2023, il ruolo di responsabile della ginnastica della Verband der Sportvereine Südtirols (VSS), la federazione delle associazioni sportive dell'Alto Adige.

## Palmarès

### Giochi del Mediterraneo
- 1 medaglia:
  - 1 oro (Concorso a squadre ad Algeri 1975)